# 湾子街
湾子街是中国江苏省扬州市的一条保持传统风貌的原生态老街，位于广陵区中部东关街道，呈东北-西南斜行走向。其东北至皮市街（近文昌中路），西南连打铜巷至广陵路，越广陵路则是犁头街。
湾子街在明清时期属于扬州新城，系从东关到钞关之间自发形成的道路，也是扬州老城区唯一的一条斜街。
湾子街自身为东北-西南斜行向街道，其两侧密布多条枝蔓式小巷，其中很多是以手工业、商业命名，共同构成向心式弧形城市空间肌理。历史上此街原为繁华的商业街区，拥有大德生、大麒麟阁等数十个老字号，但自50年代社会主义改造后，已演变为单纯的居住街区。此后湾子街街区一直改造较少，仍保留着朴实的市井气息。附近原有古三义阁等十余处宗教建筑，现仅存东岳庙、地藏庵、藏经院的旧址，均已损毁严重或者改变用途。
2015年，扬州市政府批准湾子街历史文化街区保护规划，湾子街历史文化街区成为扬州城内的四个江苏省历史文化街区之一。湾子街历史文化街区的范围是：东至皮市街，南至风箱巷--梅花书院东--广陵路一线，西至国庆路，北至古旗亭街--莲桥东巷，总面积32.5公顷。街区内包括江苏省文物保护单位2处，扬州市文物保护单位31处，以及不可移动文物182处。其中包括王少堂、许幸之、张联桂等历史文化名人的故居。